# Heiligeweg

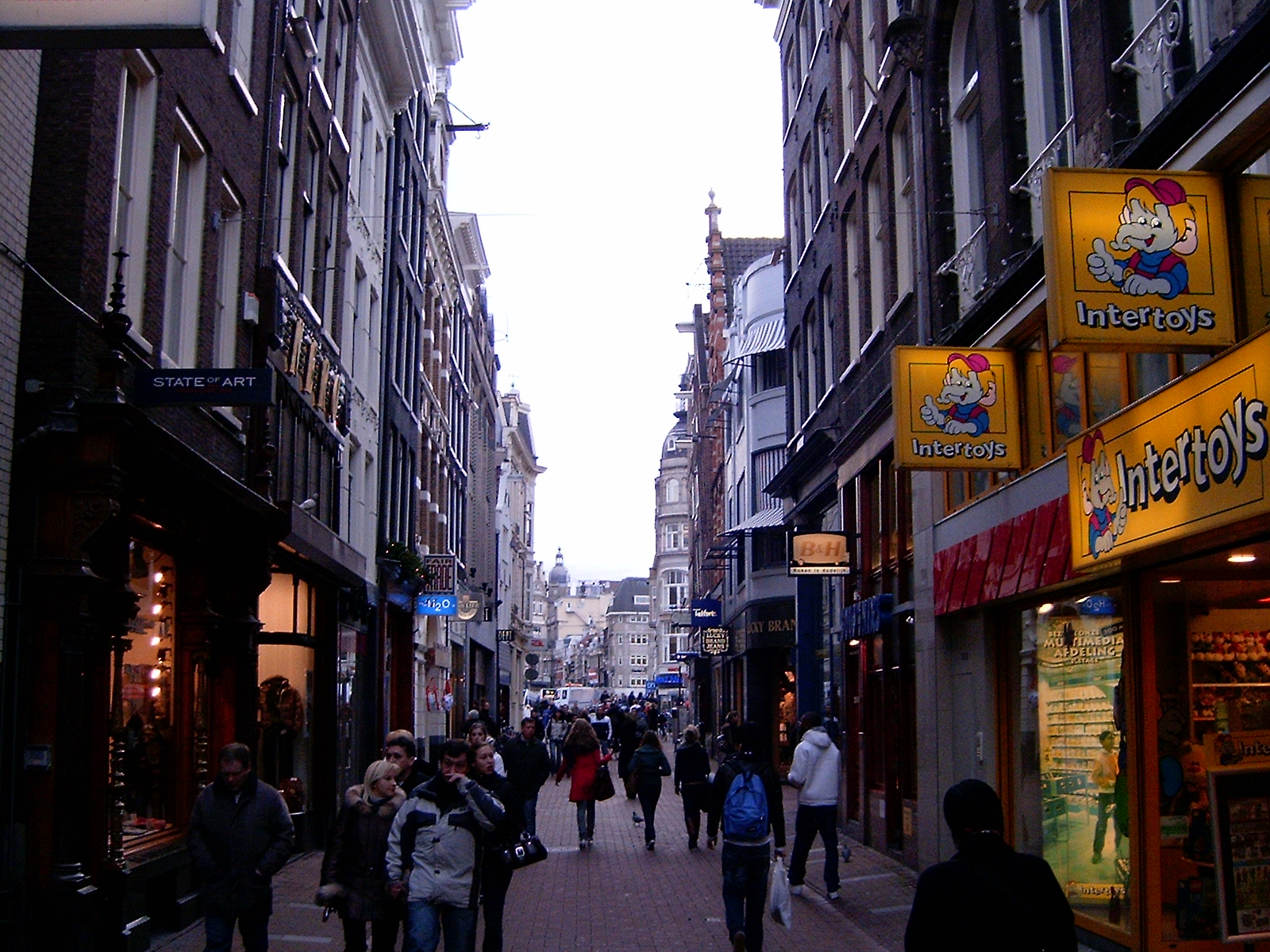
Vue de Heiligeweg où se trouvent de nombreuses boutiques.

Heiligeweg (« Voie sacrée » en néerlandais) est une rue piétonne commerçante très animée de Amsterdam.

## Situation et accès
Située dans l'arrondissement Centrum, dans le prolongement de Leidsestraat, elle relie Koningsplein à la Kalverstraat, principale rue commerçante de la ville. 

## Origine du nom
Elle tire son nom de la chapelle de la Heilige Stede, située sur Kalverstraat, et dans laquelle le « Miracle d'Amsterdam » se serait produit en 1345. 

## Historique
C'est dans le but de pouvoir offrir de bonnes circulations aux pèlerins désireux de visiter la chapelle que la « Voie sacrée » fut construite entre Sloten et Kalverstraat.

## Bâtiments remarquables et lieux de mémoire
Une petite partie de la rue originelle est toujours visible entre Kalverstraat et le Singel. La rue actuelle de Heiligeweg ne constitue en outre qu'une très petite partie de la voie d'origine, dont  Leidsestraat faisait partie. La première Heiligewegpoort, ancienne porte médiévale de la ville était située à son extrémité.